# Manuel John Johnson
Manuel John Johnson, FRS, britanski astronom, * 23. maj 1805, Makav, Portugalska (sedaj LR Kitajska), † 28. februar 1859.
Johnson je bil med letoma 1857 in 1858 predsednik Kraljeve astronomske družbe.
1. 1 2  SNAC — 2010.
2. 1 2  Biographical Database of Southern African Science — 2002.